# Тибелль, Даррелл
Даррелл Камдем Тибелль (швед. Darrell Kamdem Tibell; род. 20 февраля 2002, Умео, Швеция) — шведский футболист, нападающий «Норрчёпинга».

## Клубная карьера
В академию «Норрчёпинга» попал в 15-летнем возрасте. Выступал за юношеские команды клуба. В феврале 2021 года впервые попал в заявку основной команды клуба на матч группового этапа кубка страны против «Сандвикена», но на поле не появился. В том же году в юношеском Алльсвенскане забил 19 голов в 25 матчах. С начала 2022 года начал выступать за фарм-клуб — «Сюльвию» в первом дивизионе. 9 апреля в игре с «Тим Торен» Тибелль оформил дубль, чем принёс своей команде разгромную победу 3:0.
14 апреля 2022 года подписал с «Норрчёпингом» первый профессиональный контракт, рассчитанный на три года. Через два дня в матче с «Юргорденом» дебютировал в чемпионате Швеции, появившись на поле на 89-й минуте вместо Даниэля Эйда.

## Клубная статистика
| Выступление      | Выступление      | Выступление      | Лига | Лига | Кубки | Кубки | Конт. кубки | Конт. кубки | Итого | Итого |
| Клуб             | Лига             | Сезон            | Игры | Голы | Игры  | Голы  | Игры        | Голы        | Игры  | Голы  |
| ---------------- | ---------------- | ---------------- | ---- | ---- | ----- | ----- | ----------- | ----------- | ----- | ----- |
| Норрчёпинг       | Алльсвенскан     | 2022             | 1    | 0    | 0     | 0     | 0           | 0           | 1     | 0     |
| Норрчёпинг       | Итого            | Итого            | 1    | 0    | 0     | 0     | 0           | 0           | 1     | 0     |
| → Сюльвия        | Дивизион 1       | 2022             | 5    | 2    | 2     | 0     | 0           | 0           | 7     | 2     |
| → Сюльвия        | Итого            | Итого            | 5    | 2    | 2     | 0     | 0           | 0           | 7     | 2     |
| Всего за карьеру | Всего за карьеру | Всего за карьеру | 6    | 2    | 2     | 0     | 0           | 0           | 8     | 2     |